# 小本茨湖
54°12′16″N 10°36′50″E / 54.20444°N 10.61389°E
小本茨湖（德語：Kleiner Benzer See），是德國的湖泊，位於該國北部石勒蘇益格-荷爾斯泰因州，由東荷爾斯泰因縣負責管轄，長0.4公里、寬0.3公里，面積0.09平方公里，海拔高度34米，最大水深5.8米。